# Terry Dischinger
Terence Gilbert Dischinger (Terre Haute , 21 de novembro de 1940 – 10 de outubro de 2023) foi um basquetebolista profissional estadunidense que integrou a Seleção Estadunidense que conquistou a Medalha de ouro disputada nos XVII Jogos Olímpicos de Verão de 1960 em Roma.

## Morte
Terry morreu no dia 10 de outubro de 2023, aos 82 anos.